# Temporada 1903-1904 del RCD Espanyol
Dades de la Temporada 1903-1904 del RCD Espanyol.

## Fets destacats

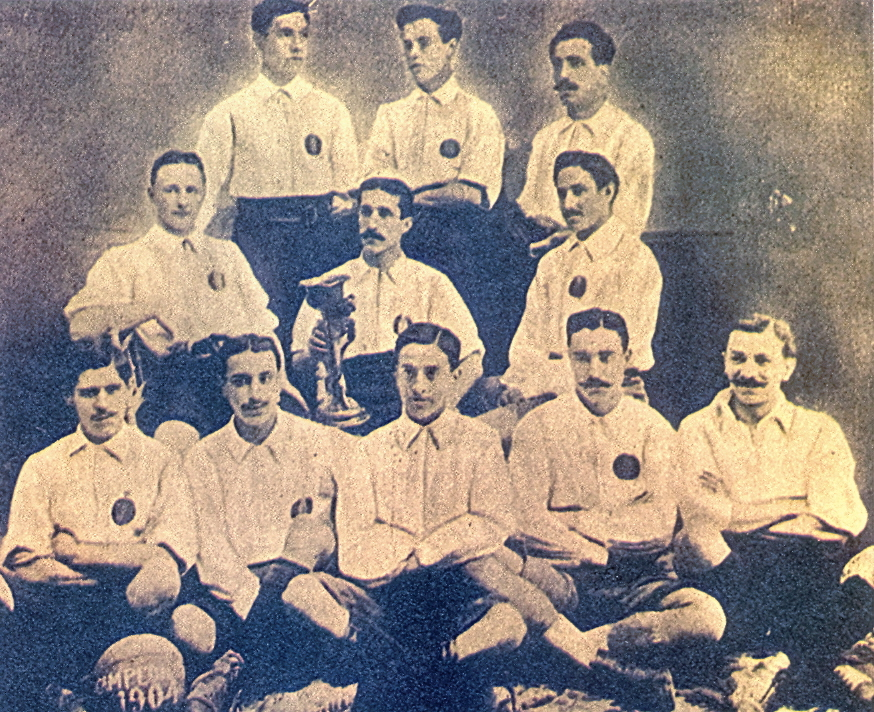
Equip guanyador del Campionat de Catalunya

- 6 de desembre de 1903: Inauguració del camp de l'Hospital Clínic (a l'Escola Industrial) guanyant al FC Català per 2 a 0.[3]
- 1 de gener de 1904: En partit corresponent al Campionat de Catalunya: Sant Gervasi 1 - Espanyol 15.
- 10 de gener de 1904: En partit corresponent al Campionat de Catalunya: Espanyol 18 - Joventut 0.
- 29 de maig de 1904: Es disputa al camp de l'Hospital Clínic un dels primers partits de la selecció catalana de futbol. S'enfrontà a l'Espanyol en partit d'homenatge al campió català i guanyà aquest per 4 a 1.

## Resultats i classificacions

### Campionat de Catalunya
| Pos | Equip             | PJ | PG | PE | PP | GF | GC | DG  | Pts | Classificació |
| --- | ----------------- | -- | -- | -- | -- | -- | -- | --- | --- | ------------- |
| 1   | Club Espanyol (C) | 16 | 15 | 1  | 0  | 83 | 15 | +68 | 31  | Campió        |
| 2   | FC Internacional  | 16 | 12 | 1  | 3  | 68 | 15 | +53 | 25  |               |
| 3   | Català FC         | 16 | 12 | 1  | 3  | 62 | 11 | +51 | 25  |               |

### Copa d'Espanya
A la Copa d'Espanya: L'Espanyol renuncià a participar-hi en desacord amb l'organització del campionat.

## Plantilla
Nota: No es coneixen els jugadors de tots els partits, així com molts golejadors, perquè sovint no eren comentats a la premsa de l'època.
| P                        | Jugador                     | C. de Catalunya | C. de Catalunya |
| P                        | Jugador                     | PJ              | G               |
| ------------------------ | --------------------------- | --------------- | --------------- |
| POR                      | Francisco Vives             | 7               | -4              |
| POR                      | José María de Acha          | -               | -               |
| DEF                      | Joaquim Carril              | 11              | -               |
| DEF                      | Benigno Belausteguigoitia   | 8               | -               |
| DEF                      | Juan de Olóriz              | 4               | -               |
| DEF                      | A. Beovide                  | 1               | -               |
| MIG                      | Joaquín Cenarro             | 11              | 2               |
| MIG                      | Guillem Galiardo            | 8               | -               |
| MIG                      | Florentino Ayestarán        | 7               | -               |
| MIG                      | Wenceslao Goizueta          | 1               | -               |
| MIG                      | B. García                   | 1               | -               |
| MIG                      | La Calva                    | 1               | -               |
| DAV                      | Emili Sampere               | 10              | 2               |
| DAV                      | Enric Montells Gatell       | 10              | -               |
| DAV                      | Àngel Ponz                  | 9               | 1               |
| DAV                      | Victorià de la Riva         | 9               | -               |
| DAV                      | Gustavo Green               | 5               | 2               |
| DAV                      | Àngel Rodríguez Ruiz        | 4               | -               |
| DAV                      | García Llofriu              | 3               | -               |
| DAV                      | Juli Ruiz                   | 2               | -               |
| DAV                      | Santiago Méndez Mauri       | 2               | -               |
| DAV                      | Julià Mora                  | 2               | -               |
| DAV                      | Sebastià Casanellas         | 1               | -2              |
| Segon equip i ocasionals |                             |                 |                 |
| POR                      | Joaquim Escardó Salazar     | 2               | -3              |
| POR                      | Miquel                      | -               | -               |
| DEF                      | Miquel Bernat               | 1               | -               |
| DEF                      | García                      | 1               | -               |
| DEF                      | Joan Alcalá del Olmo Puig   | -               | -               |
| DEF                      | Isidre Domènech             | -               | -               |
| MIG                      | Josep Maria Soler           | 3               | -4              |
| MIG                      | Octavi Aballí Aballí        | 1               | -               |
| MIG                      | Puig                        | 1               |                 |
| MIG                      | Àngel Estapé                | -               | -               |
| MIG                      | Raimundo Fdz. García Quirós | -               | -               |
| MIG                      | Spotorno                    | -               | -               |
| MIG                      | Bartolomé Fuster            | -               | -               |
| DAV                      | Laureà Miró i Trepat        | 2               | -               |
| DAV                      | Pedro de Astigarraga        | 1               | -               |
| DAV                      | Arévalo                     | -               | -               |
| DAV                      | Antoni Ros i Vila           | -               | -               |
| DAV                      | Àngel Ruiz                  | -               | -               |
| DAV                      | Bocio                       | -               | -               |
| DAV                      | León                        | -               | -               |
| DAV                      | Gual                        | -               | -               |
| DAV                      | Aldaz                       | -               | -               |
| DAV                      | Navarro                     | -               | -               |
| DAV                      | Cabo                        | -               | -               |